# Cystidiodontia artocreas
Cystidiodontia artocreas är en svampart som först beskrevs av Berk. & M.A. Curtis ex Cooke, och fick sitt nu gällande namn av Hjortstam 1983. Cystidiodontia artocreas ingår i släktet Cystidiodontia och familjen Cystostereaceae.   Inga underarter finns listade i Catalogue of Life.